# Liste der denkmalgeschützten Objekte in Pians
Die Liste der denkmalgeschützten Objekte in Pians enthält die 10 denkmalgeschützten, unbeweglichen Objekte der Gemeinde Pians im Bezirk Landeck.

## Denkmäler
| Foto |                 | Denkmal                                                                          | Standort                                    | Beschreibung | Metadaten |
| ---- | --------------- | -------------------------------------------------------------------------------- | ------------------------------------------- | --- | --- |
| ja   | Datei hochladen | Friedhof hl. Margareta HERIS-ID: 76794 Objekt-ID: 90388 TKK: 115676              | bei Pians 1 Standort KG: Pians              | Der Friedhof wurde 1955 südlich der Margarethenkapelle angelegt und 1987 erweitert. Bis 1955 erfolgten die Bestattungen am Friedhof in Grins. | BDA-Hist.: Q38146154 Status: § 2a Stand der BDA-Liste: 2025-06-30 Name: Friedhof hl. Margareta GstNr.: 490 Kapelle hl. Margareta, Pians                              |
| ja   | Datei hochladen | Kapelle hl. Margareta HERIS-ID: 55776 Objekt-ID: 64613 TKK: 23550                | gegenüber Pians 8 Standort KG: Pians        | Die Kapelle auf einer Anhöhe östlich des Dorfzentrums wurde Anfang des 15. Jahrhunderts erbaut. Der schlichte Mauerbau mit Dreiecklisenen am eingezogenen, dreiseitig schließenden Chor hat ein steiles, schindelgedecktes Satteldach mit hölzernem Dachreiter. Im Westen befindet sich ein spitzbogiges, einfach gekehltes Portal, im Norden ein Portal mit Schulterbogen, darüber ein Fresko Maria mit Kind und den hll. Katharina und Margaretha aus der Mitte des 18. Jahrhunderts. Der zweijochige Innenraum weist ein Kreuzrippengewölbe auf. Im Chorraum wurden 1911/12 Fresken aus der Zeit um 1420 freigelegt, die Apostel und Propheten sowie szenische Darstellungen aus dem Leben Jesu, Mariens und des hl. Georg zeigen.                         | BDA-Hist.: Q1728471 Status: § 2a Stand der BDA-Liste: 2025-06-30 Name: Kapelle hl. Margareta GstNr.: .127/2 Kapelle hl. Margareta, Pians                             |
| ja   | Datei hochladen | Widum Pians HERIS-ID: 76795 Objekt-ID: 90389 TKK: 115675                         | Pians 46 Standort KG: Pians                 | Das zweigeschoßige Pfarrhaus mit Walmdach und regelmäßiger Fassadengliederung wurde 1852 erbaut. Nach mehrfachen Sanierungen (1902, 1940 und 1982) wird das Gebäude seit 2003/2004 als Pfarrkanzlei verwendet. | BDA-Hist.: Q38146177 Status: § 2a Stand der BDA-Liste: 2025-06-30 Name: Widum Pians GstNr.: .143 Widum, Pians                                                        |
| ja   | Datei hochladen | Nepomukbrunnen HERIS-ID: 76784 Objekt-ID: 90378 TKK: 23520                       | bei Pians 48 Standort KG: Pians             | Der Laufbrunnen wurde 1984 östlich des Gemeindehauses aus Natursteinmauerwerk errichtet. Auf der gemauerten Brunnensäule steht unter einem Blechdach eine Holzskulptur des hl. Johannes Nepomuk aus der Zeit um 1900, die davor an der alten Rosannabrücke aufgestellt war. 2015 ist zwar die Nepomukstatue vor dem Gemeindehaus noch vorhanden, der Brunnentrog allerdings nicht mehr. | BDA-Hist.: Q38146066 Status: § 2a Stand der BDA-Liste: 2025-06-30 Name: Nepomukbrunnen GstNr.: .144/2 Nepomukbrunnen, Pians                                          |
| ja   | Datei hochladen | Kath. Pfarrkirche Hl. Dreifaltigkeit HERIS-ID: 55777 Objekt-ID: 64614 TKK: 28755 | neben Pians 51 Standort KG: Pians           | Die Pfarrkirche wurde von 1829 bis 1892 gebaut. 1972/73 wurde das Langhaus und der Chor nach Plänen von Architekt Clemens Holzmeister umgebaut und neu gestaltet. | BDA-Hist.: Q1257717 Status: § 2a Stand der BDA-Liste: 2025-06-30 Name: Kath. Pfarrkirche Hl. Dreifaltigkeit GstNr.: .116 Kath. Pfarrkirche Hl. Dreifaltigkeit, Pians |
| ja   | Datei hochladen | Mundlhof HERIS-ID: 55775 Objekt-ID: 64612 TKK: 23552seit 2015                    | Pians 79 Standort KG: Pians                 | Der Mundlhof ist ein zweigeschoßig gemauertes Wohngebäude mit Walmdach, Teil eines Paarhofes. Er wurde inschriftlich 1755 erbaut und im 19. Jahrhundert historistisch verändert, zuletzt um 1980 erneuert. Er ist giebelseitig von Norden über einen Mittelflur erschlossen. Aus der barocken Bauphase sind an den Fassaden die Eingangstüren, die Vierpassöffnungen im Dachraum und die Kellerfenster erhalten. Der nordseitige Eingang ist am Keilstein der geohrten Rahmung mit 1755 datiert. Die Kellerräume sind tonnengewölbt, der Flur im Erdgeschoß hat ein Stichkappengewölbe, und im Obergeschoß sind Täfelungen aus der Erbauungszeit (inschriftlich 1757) erhalten.                                                                               | BDA-Hist.: Q38067852 Status: Bescheid Stand der BDA-Liste: 2025-06-30 Name: Mundlhof GstNr.: .152 Mundlhof, Pians                                                    |
| ja   | Datei hochladen | Aufnahmsgebäude Pians HERIS-ID: 59253 Objekt-ID: 70352 TKK: 23518                | Pians 96 Standort KG: Pians                 | Der Bahnhof der Arlbergbahn wurde 1884 errichtet. Das zweigeschoßige Hauptgebäude mit zwei Fensterachsen hat einen breiten Mittelrisalit, eine Steinfassade mit Tür- und Fenstereinfassungen und einen reich gegliederten holzverschalten Giebel unter einem Satteldach. Eingeschoßiger, gleichgestalteter Seitenflügel. Das Bahnsteigdach auf Eisenstützen ist als Veranda mit beidseitigen Endpavillons gestaltet. | BDA-Hist.: Q38086503 Status: Bescheid Stand der BDA-Liste: 2025-06-30 Name: Aufnahmsgebäude Pians GstNr.: .434                                                       |
| ja   | Datei hochladen | Kapelle hl. Antonius von Padua HERIS-ID: 55812 Objekt-ID: 64669 TKK: 23551       | gegenüber Quadratsch 17a Standort KG: Pians | Der zweijochige Mauerbau mit dreiseitig schließendem Chor weist ein steiles Satteldach mit Dachreiter auf. Er ist an der Giebelfassade im Nordwesten über ein Rundbogenportal mit flankierenden Segmentbogenfenstern erschlossen, darüber befindet isch ein Freskomedaillon des hl. Antonius und ein Oculus im Giebelfeld. Die Fassaden sind durch gemalte Faschengliederung an den Gebäudekanten und Maueröffnungen gegliedert. Der Innenraum ist mit einem Stichkappengewölbe versehen und durch einen Chorbogen von der Apsis abgesetzt. Die Deckengemälde wurden 1821 von Alois Grissemann geschaffen, sie zeigen die Verehrung Jesu durch den hl. Antonius im Chor und die Glorie des hl. Antonius sowie die Tierpredigt des hl. Franziskus im Langhaus. | BDA-Hist.: Q1728469 Status: § 2a Stand der BDA-Liste: 2025-06-30 Name: Kapelle hl. Antonius von Padua GstNr.: .66                                                    |
| ja   | Datei hochladen | Bildstock hl. Nepomuk HERIS-ID: 76790 Objekt-ID: 90384 TKK: 23532                | Standort KG: Pians                          | Der 1948 errichtete Bildstock wurde 1955 an seinen heutigen Standort bei der mittleren Lattenbachbrücke versetzt. Auf einem konisch zulaufenden Schaft aus Natursteinmauerwerk ist ein schmiedeeiserner Aufsatz mit Pyramidendach und einer Holzskulptur des hl. Johannes Nepomuk montiert. | BDA-Hist.: Q38146110 Status: § 2a Stand der BDA-Liste: 2025-06-30 Name: Bildstock hl. Nepomuk GstNr.: 3032 Bildstock hl. Nepomuk, Pians                              |
| ja   | Datei hochladen | Bildstock Quadratsch HERIS-ID: 76791 Objekt-ID: 90385 TKK: 23531                 | Standort KG: Pians                          | Der Nischenbildstock stammt aus der 2. Hälfte des 19. Jahrhunderts. Über der Rundbogennische ein schindelgedecktes Satteldach. In der vergitterten Altarnische befindet sich ein Marienbild. | BDA-Hist.: Q38146134 Status: § 2a Stand der BDA-Liste: 2025-06-30 Name: Bildstock Quadratsch GstNr.: 3009                                                            |

## Ehemalige Denkmäler
| Foto |                 | Denkmal                                               | Standort                                  | Beschreibung | Metadaten |
| ---- | --------------- | ----------------------------------------------------- | ----------------------------------------- | --- | --- |
| ja   | Datei hochladen | Kapelle hl. Josef Objekt-ID: 90382 TKK: 23528bis 2017 | rechtes Ufer der Sanna Standort KG: Pians | Nach mündlicher Überlieferung wurde der Kapellenbildstock an der Stelle eines Murenabganges 1857 erbaut, 1937 durch den erhöhten Vorderteil mit Rundbogenöffnung und Dachreiter erweitert. Der ursprüngliche Bau bildet heute den Chorraum mit Tonnengewölbe und einer Skulptur des hl. Josef in der vergitterten Rundbogennische. | BDA-Hist.: Q38146087 Status: § 2a Stand der BDA-Liste: 2017-06-23 Name: Kapelle hl. Josef GstNr.: 3085 Kapelle hl. Josef, Pians |